# Maria Carme Belarte i Franco
Maria Carme Belarte i Franco (Barcelona, 26 de desembre de 1967) és una arqueòloga, investigadora i professora universitària catalana.
Doctorada en Geografia i Història per la Universitat de Barcelona el 1995, Belarte exerceix de professora d'investigació de la Institució Catalana de Recerca i Estudis Avançats (ICREA), desenvolupant la seva recerca a l'Institut Català d'Arqueologia Clàssica (ICAC) i dirigint l'equip Arqueologia Protohistòrica, al MIRMED, grup de recerca consolidat i reconegut per la Generalitat de Catalunya. Anteriorment, havia fet recerca a la Universitat de Barcelona i al Centre Nacional de la Recerca Científica (CNRS) francès entre els anys 1996 i 1997. Durant la seva trajectòria, ha estat investigadora visitant a la Universitat de Chicago als Estats Units, i a la Universitat de Montpeller a França. És autora o coautora de més de 150 publicacions; entre articles, llibres i capítols de llibre.
Les seves línies de recerca abasten l'estudi de les societats protohistòriques del nord-oest de la Mediterrània, i inclouen els processos d'urbanització, l'arquitectura domèstica i l'urbanisme, així com els rituals i les pràctiques funeraries.
El maig del 2023 l'Institut d'Estudis Catalans (IEC) va escollir M. Carme Belarte (ICREA-ICAC) com a nou membre numerari de la Secció Històrico-Arqueològica d'aquest Institut.